# Blanca (série télévisée)
Pour les articles homonymes, voir Blanca.
Blanca est une série télévisée italienne créée par Francesco Arlanch et Mario Ruggeri, de 100 minutes librement basée sur les romans de Patrizia Rinaldi, et diffusée depuis le 22 décembre 2021 sur Rai 1,,.
En version française, les épisodes sont divisés en deux parties d'environ 50 minutes. En France, elle est diffusée depuis le 7 janvier 2023 sur M6,, et au Québec depuis le 9 janvier 2023 sur AddikTV. Elle reste inédite dans les autres pays francophones.

## Synopsis
À la suite d'un incendie criminel, Blanca Ferrando est devenue aveugle à l'âge de 12 ans. Elle est engagée par la police de Gênes comme consultante spécialisée dans le décodage de fichiers audio. Elle est toujours accompagnée par son chien guide Linneo, une femelle bouledogue américaine, qui la protège et la réconforte dans les moments difficiles, et par sa meilleure amie, Stella. Après avoir surmonté les défis du travail, elle se retrouve à devoir affronter les défis sentimentaux : elle va se retrouver impliquée dans un triangle amoureux entre deux hommes, l'inspecteur Michele Liguori et le jeune cuisinier Nanni Busalla, tous deux au passé marqué par des drames familiaux.

## Distribution
- Maria Chiara Giannetta (VF : Victoria Grosbois) : Blanca Ferrando
- Giuseppe Zeno (it) (VF : Jérémie Covillault) : Inspecteur Michele Liguori
- Enzo Paci (acteur) (it) (VF : Bruno Magne) : Commissaire Mauro Bacigalupo
- Pierpaolo Spollon (it) (VF : Julien Allouf) : Nanni Busalla / Sebastiano Russo
- Gualtiero Burzi : Nello Carità
- Federica Cacciola (VF : Olivia Nicosia) : Stella
- Sara Ciocca (VF : Manon Adolphe) : Lucia Ottonello
- Antonio Zavatteri (it) (VF : Bernard Bollet) : Alberto Repetto
- Chiara Baschetti : Veronica Alberici

 Source et légende : version française (VF) sur RS Doublage

## Production

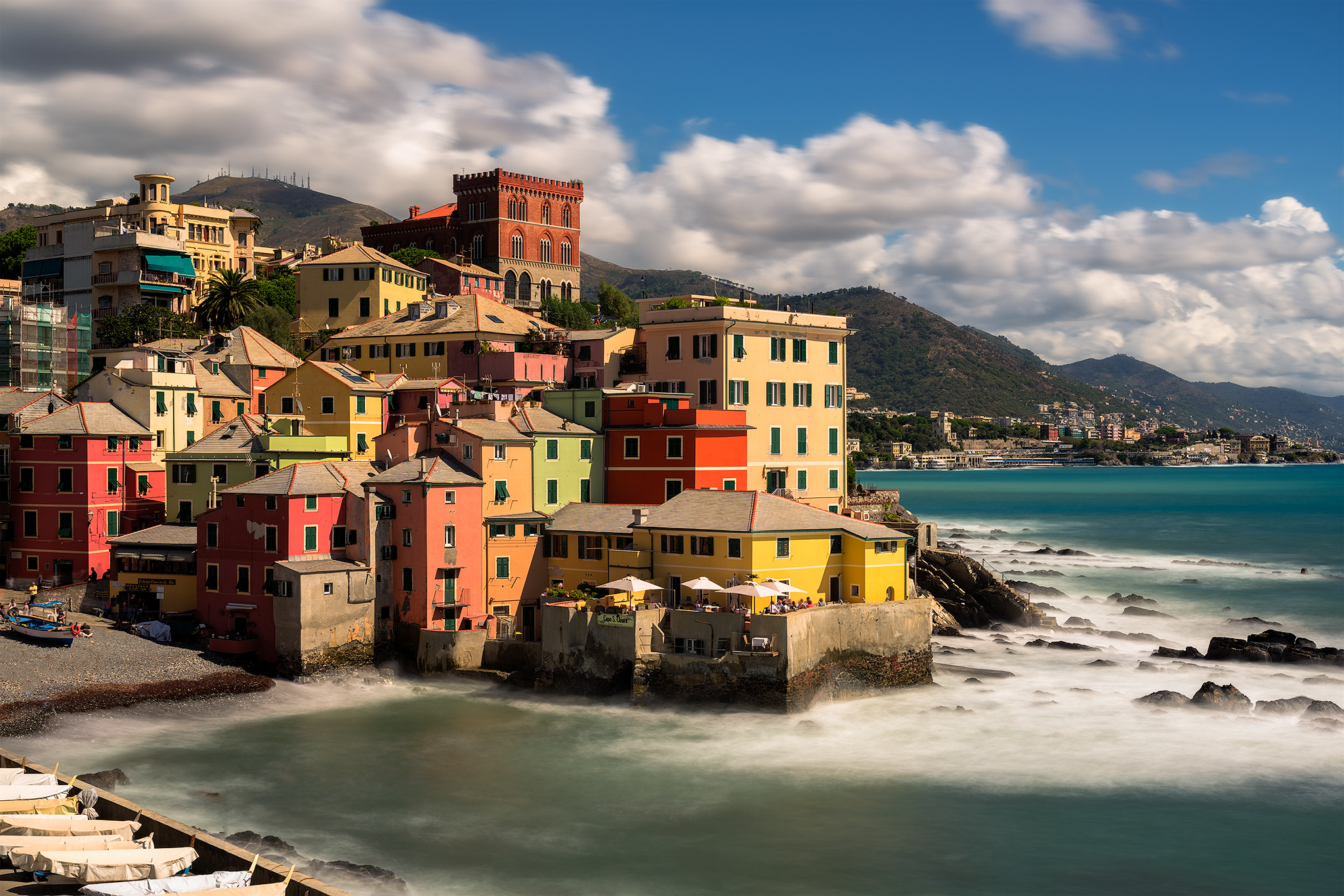
Boccadasse

Maria Chiara Giannetta se voit proposer le rôle un mois avant le tournage après le refus de l'actrice Giulia Michelini : « J’ai commencé par travailler mon rapport à la cécité. J’ai passé plusieurs jours à échanger à distance avec des personnes aveugles, parmi lesquelles deux champions olympiques. J’ai également rencontré le chanteur Andrea Bocelli ».
La série, qui a bénéficié du conseil artistique d'Andrea Bocelli, est la première au monde à être entièrement tournée en holophonie, une technique d'enregistrement sonore qui permet de retranscrire tout ce que l’héroïne entend.
Le tournage a lieu à partir de février 2021 en Ligurie, en particulier à Gênes, Boccadasse et Camogli,.
Lors de sa diffusion en décembre 2021 sur Rai 1, elle rassemble 5,672 millions de téléspectateurs. Renouvelée pour une deuxième saison le tournage débute le 21 novembre 2022.
La série est renouvelée pour une troisième saison.

## Épisodes

### Première saison (2021)
Elle a été diffusée en Italie du 22 novembre au 21 décembre 2021 sur Rai 1. En France, elle est diffusée du 7 janvier au 11 février 2023 sur M6.
1. Sans les yeux (Senza occhi)
2. Fantômes (Fantasmi)
3. Alerte enlèvement (Io ballo da sola)
4. En eaux profondes (Blu profondo)
5. Traces (Macchie)
6. Rentre à la maison (Tornando a casa)

### Deuxième saison (2023)
Elle est diffusée en Italie du 5 octobre au 9 novembre 2023 sur Rai 1. En France, elle est diffusée du 10 février au 3 mars 2024 sur M6.
Blanca et Liguori enquêtent sur un poseur de bombes appelé Polybomber qui cible des policiers. Blanca dont la mère réapparaît devient famille d'accueil pour Lucia.
1. Boom (Sotto attacco)
2. Vies de chien (Il ladro di cani)
3. Angle Mort (Angolo cieco)
4. Témoin aveugle (Fumo negli occhi)
5. Les enfants perdus (Il cacciatore di bambini)
6. La bombe (La bomba)

## Accueil

### Audiences

#### Italie
Le pilote a été vu par 5,672 millions de téléspectateurs en Italie.
| Saison | Saison | Nombre d'épisodes | Diffusion en Italie sur Rai 1 | Diffusion en Italie sur Rai 1 | Diffusion en Italie sur Rai 1 | Audiences (en millions) | Audiences (en millions) | Audiences (en millions) |
| Saison | Saison | Nombre d'épisodes | Jour et horaire de diffusion  | Début de saison               | Fin de saison                 | Première                | Finale                  | Moyenne                 |
| ------ | ------ | ----------------- | ----------------------------- | ----------------------------- | ----------------------------- | ----------------------- | ----------------------- | ----------------------- |
|        | 1      | 12                | Lundi 21 h 45                 | 22 novembre 2021              | 21 décembre 2021              | 5,672 (26 %)            | 5,836 (27,9 %)          | 5,511 (25,2 %)          |
|        | 2      | 12                | Jeudi 21 h 45                 | 5 octobre 2023                | 9 novembre 2023               | 4,041 (23,2 %)          | 4,439 (24,3 %)          | 4,020 (23 %)            |

#### France
| Saison | Saison | Nombre d'épisodes | Diffusion en France sur M6   | Diffusion en France sur M6 | Diffusion en France sur M6 | Audiences (en millions) | Audiences (en millions)      | Audiences (en millions) |
| Saison | Saison | Nombre d'épisodes | Jour et horaire de diffusion | Début de saison            | Fin de saison              | Première                | Finale                       | Moyenne                 |
| ------ | ------ | ----------------- | ---------------------------- | -------------------------- | -------------------------- | ----------------------- | ---------------------------- | ----------------------- |
|        | 1      | 12                | Samedi 21 h 10               | 7 janvier 2023             | 11 février 2023            | 2,06 (10,1 %)           | 1,66 (10 %)[réf. nécessaire] | 1,65 (9,1 %)            |
|        | 2      | 12                | Samedi 21 h 10               | 10 février 2024            | 3 mars 2024                | 1,18 (6,2 %)            | 526 000 (11 %)               | 873 000 (6,6 %)         |

## Distinctions

### Récompenses
- Rubans d'argent 2022 : Meilleure actrice pour Maria Chiara Giannetta[37]

### Sélection
- Mostra de Venise 2022 : hors compétition[38]